# Campeonato Paraibano de Futebol de 2020 – Primeira Divisão
A Primeira Divisão do Campeonato Paraibano de Futebol de 2020 foi a 110.ª edição da principal divisão do futebol na Paraíba. A disputa foi organizada pela Federação Paraibana de Futebol (FPF) e disputada por 10 (dez) clubes inicialmente entre os dias 21 de janeiro e 26 de abril de 2020. Em 18 de março, a Federação Paraibana de Futebol suspendeu o campeonato por tempo indeterminado devido à pandemia de COVID-19, retomando o mesmo em 17 de julho, e na decisão, após 9 anos o Treze foi campeão, ao derrotar o seu arquirrival, o Campinense. 

## Regulamento
O certame sfoi disputado em três fases distintas e contínuas: primeira fase (fase classificatória), segunda fase (semifinal) e terceira fase (final). Na primeira fase, os 10 (dez) times se dividem em 2 (dois) grupos de 5 (cinco), disputando jogos em turno e returno contra as equipes da outra chave no sistema de pontos corridos. Ao final da fase classificatória, os 2 (dois) melhores colocados de cada grupo classificam-se para a semifinal. O último colocado de cada grupo será rebaixado. Semifinal e Final são disputadas em sistema eliminatório em jogos de ida e volta.
Os clubes campeão e vice-campeão terão vagas asseguradas na Série D do Campeonato Brasileiro de 2021, exceto se já estiverem garantidos em uma das quatro divisões nacionais do Campeonato Brasileiro. Nesse caso, a vaga no Brasileiro da Série D passará para a equipe melhor posicionada na classificação final do Campeonato e assim, sucessivamente, se o impasse persistir. Os clubes campeão e vice-campeão terão vagas asseguradas na Copa do Brasil de 2021, exceto se já obtido a vaga via outros certames. O clube campeão também terá vaga assegurada na Copa do Nordeste de 2021.

### Critérios de desempate
| Na fase de pontos corridos, em caso de igualdade na pontuação, são critérios de desempate: 1. Mais vitórias 2. Melhor saldo de gols 3. Mais gols pró 4. Menos cartões vermelhos 5. Menos cartões amarelos 6. Sorteio | Em caso de igualdade de pontos nos duelos da semifinal e da final, são critérios de desempate: 1. Melhor saldo de gols no confronto 2. Cobrança de pênaltis |

## Equipes participantes

### Promovidos e rebaixados
| Pos. | Rebaixados da Primeira Divisão 2019 |
| ---- | ----------------------------------- |
| 9º   | Esporte-PB                          |
| 10º  | Serrano-PB                          |

| Pos. | Promovido da Segunda Divisão 2019 |
| ---- | --------------------------------- |
| 1º   | São Paulo Crystal                 |
| 2º   | Sport-PB                          |

### Informações das equipes
| Aumento | Equipe promovida da Segunda Divisão 2019 |

- a. ^ O Estádio Titão, em Lagoa Seca, não foi liberado para receber jogos do Sport Lagoa Seca, que irá mandar suas partidas no Estádio Amigão.

## Primeira fase
- Na primeira fase, que vai de 21 de janeiro[10] até 29 de março, as equipes da Chave A enfrentam as da Chave B em turno e returno.[5]

### Classificação do Grupo A
| Classificação | Classificação         | Classificação | Classificação | Classificação | Classificação | Classificação | Classificação | Classificação | Classificação | Classificação | Classificação |
| Pos           | Times                 | Pts           | J             | V             | E             | D             | GP            | GC            | SG            | %             |               |
| ------------- | --------------------- | ------------- | ------------- | ------------- | ------------- | ------------- | ------------- | ------------- | ------------- | ------------- | ------------- |
| 1             | Treze                 | 20            | 10            | 6             | 2             | 2             | 11            | 6             | +5            | 67            |               |
| 2             | Botafogo-PB           | 20            | 10            | 5             | 5             | 0             | 15            | 7             | +8            | 67            |               |
| 3             | Atlético Cajazeirense | 19            | 10            | 5             | 4             | 1             | 14            | 5             | +9            | 63            |               |
| 4             | Perilima              | 10            | 10            | 3             | 1             | 6             | 10            | 16            | −6            | 33            |               |
| 5             | Sport-PB              | 3             | 10            | 1             | 0             | 9             | 4             | 29            | −25           | 10            |               |

| Desempenho | Desempenho | Desempenho | Desempenho | Desempenho | Desempenho | Desempenho | Desempenho | Desempenho | Desempenho | Desempenho |
| Pos        | 1ª         | 2ª         | 3ª         | 4ª         | 5ª         | 6ª         | 7ª         | 8ª         | 9ª         | 10ª        |
| ---------- | ---------- | ---------- | ---------- | ---------- | ---------- | ---------- | ---------- | ---------- | ---------- | ---------- |
| 1          | ATL        | ATL        | BOT        | ATL        | ATL        | ATL        | ATL        | ATL        | ATL        | TRZ        |
| 2          | BOT        | BOT        | ATL        | TRZ        | BOT        | BOT        | BOT        | TRZ        | TRZ        | BOT        |
| 3          | PER        | TRZ        | TRZ        | BOT        | TRZ        | TRZ        | TRZ        | BOT        | BOT        | ATL        |
| 4          | TRZ        | PER        | PER        | PER        | PER        | PER        | PER        | PER        | PER        | PER        |
| 5          | SPO        | SPO        | SPO        | SPO        | SPO        | SPO        | SPO        | SPO        | SPO        | SPO        |

| \| \| \| \| \| Zona de classificação para as semifinais \| \| \| Zona de eliminação na primeira fase \| \| \| Zona de rebaixamento \| | Regras para classificação: 1) Mais vitórias, 2) Melhor saldo de gols, 3) Mais gols pró, 4) Menos cartões vermelhos, 5) Menos cartões amarelos, 6) Sorteio. |
| | |
| | Zona de classificação para as semifinais |
| | Zona de eliminação na primeira fase |
| | Zona de rebaixamento |

### Classificação do Grupo B
| Classificação | Classificação     | Classificação | Classificação | Classificação | Classificação | Classificação | Classificação | Classificação | Classificação | Classificação | Classificação |
| Pos           | Times             | Pts           | J             | V             | E             | D             | GP            | GC            | SG            | %             |               |
| ------------- | ----------------- | ------------- | ------------- | ------------- | ------------- | ------------- | ------------- | ------------- | ------------- | ------------- | ------------- |
| 1             | Campinense        | 17            | 10            | 5             | 2             | 3             | 16            | 7             | +9            | 57            |               |
| 2             | Sousa             | 15            | 10            | 4             | 3             | 3             | 12            | 12            | 0             | 50            |               |
| 3             | São Paulo Crystal | 12            | 10            | 3             | 3             | 4             | 11            | 8             | +3            | 40            |               |
| 4             | Nacional de Patos | 12            | 10            | 3             | 3             | 4             | 10            | 14            | −4            | 33            |               |
| 5             | CSP               | 10            | 10            | 3             | 1             | 6             | 14            | 13            | +1            | 33            |               |

| Desempenho | Desempenho | Desempenho | Desempenho | Desempenho | Desempenho | Desempenho | Desempenho | Desempenho | Desempenho | Desempenho |
| Pos        | 1ª         | 2ª         | 3ª         | 4ª         | 5ª         | 6ª         | 7ª         | 8ª         | 9ª         | 10ª        |
| ---------- | ---------- | ---------- | ---------- | ---------- | ---------- | ---------- | ---------- | ---------- | ---------- | ---------- |
| 1          | CAM        | CAM        | CAM        | SOU        | CAM        | CAM        | CAM        | CAM        | CAM        | CAM        |
| 2          | CSP        | SOU        | SOU        | CAM        | SOU        | SOU        | SOU        | SOU        | SOU        | SOU        |
| 3          | SOU        | NPA        | NPA        | NPA        | NPA        | CSP        | CSP        | NPA        | CSP        | SPC        |
| 4          | NPA        | CSP        | CSP        | CSP        | CSP        | NPA        | NPA        | CSP        | SPC        | NPA        |
| 5          | SPC        | SPC        | SPC        | SPC        | SPC        | SPC        | SPC        | SPC        | NPA        | CSP        |

| \| \| \| \| \| Zona de classificação para as semifinais \| \| \| Zona de eliminação na primeira fase \| \| \| Zona de rebaixamento \| | Regras para classificação: 1) Mais vitórias, 2) Melhor saldo de gols, 3) Mais gols pró, 4) Menos cartões vermelhos, 5) Menos cartões amarelos, 6) Sorteio. |
| | |
| | Zona de classificação para as semifinais |
| | Zona de eliminação na primeira fase |
| | Zona de rebaixamento |

### Resultados
Todos os jogos seguirão o horário local padrão (UTC−3).
| Terça-feira, 21 de janeiro | Botafogo                              | 2 – 0     | São Paulo Crystal | João Pessoa                                                                               |  |
| 20:15                      | Cássio Gabriel 11' · Luís Gustavo 38' | Relatório |                   | Estádio: Almeidão Público: 2 728 Renda: R$ 31 230,00 Árbitro: José Ferreira de Sousa Neto |  |

| Terça-feira, 21 de janeiro | Perilima                        | 2 – 1     | Sousa            | Campina Grande                                                    |  |
| 20:15                      | Lucas Bahia 39' · Igor Ruan 72' | Relatório | 57' Rodrigo Poty | Estádio: Amigão Público: 122 Renda: R$ 340,00 Árbitro: Afro Rocha |  |

| Quarta-feira, 22 de janeiro | Treze                                   | 2 – 1     | CSP             | Campina Grande                                                            |  |
| 20:15                       | Rafael Oliveira 51' · Breno Calixto 87' | Relatório | 63' (pen) Vítor | Estádio: Amigão Público: 1 878 Renda: R$ 32 330,00 Árbitro: Diego Roberto |  |

| Quarta-feira, 22 de janeiro | Atlético de Cajazeiras         | 2 – 0     | Nacional de Patos | Cajazeiras                              |  |
| 20:15                       | Wesley 23' · Éder Paulista 46' | Relatório |                   | Estádio: Perpetão Árbitro: Wagner Reway |  |

| Quinta-feira, 23 de janeiro | Campinense                                              | 3 – 1     | Sport Lagoa Seca   | Campina Grande                                                                   |  |
| 20:15                       | Rafael Ibiapino 39' · Mateus Camargo 45' · Zé Paulo 52' | Relatório | 45+3' Rogério Xodó | Estádio: Amigão Público: 1 200 Renda: R$ 21 210,00 Árbitro: Josemarques Domingos |  |

| Domingo, 26 de janeiro | Perilima       | 1 – 3     | Campinense                               | Campina Grande                                                              |  |
| 16:00                  | Birungueta 62' | Relatório | 7' (pen), 9' Rafael Ibiapino · 57' Vitão | Estádio: Amigão Público: 1 193 Renda: R$ 18 990,00 Árbitro: Gustavo Estevão |  |

| Domingo, 26 de janeiro | CSP         | 1 – 4     | Atlético de Cajazeiras                                         | João Pessoa                                                            |  |
| A definir              | Matheus 20' | Relatório | 06' Éder Paulista · 59' Paulinho · 90' Costela · 90+4' Conrado | Estádio: Almeidão Público: 180 Renda: R$ 1 200,00 Árbitro: Tiago Ramos |  |

| Segunda-feira, 27 de janeiro | São Paulo Crystal | 0 – 2     | Treze                            | João Pessoa                             |  |
| 20:15                        |                   | Relatório | 36' Caxito · 62' Rafael Oliveira | Estádio: Almeidão Árbitro: Wagner Reway |  |

| Segunda-feira, 27 de janeiro | Sport Lagoa Seca | 0 – 1     | Sousa           | Campina Grande                          |  |
| 20:15                        |                  | Relatório | 41' (pen) Romeu | Estádio: Amigão Árbitro: Thiago Galdino |  |

| Quarta-feira, 29 de janeiro | Nacional de Patos                     | 2 – 3     | Botafogo                               | Patos                                                     |  |
| 20:15                       | Yuri Silva 16' · Júnior Mandacaru 80' | Relatório | 32' Lohan · 38' Mário · 75' Pimentinha | Estádio: José Cavalcanti Árbitro: Thayslane de Melo Costa |  |

| Sábado, 1 de fevereiro | São Paulo Crystal | 0 – 0     | Atlético de Cajazeiras | João Pessoa                                          |  |
| 16:00                  |                   | Relatório |                        | Estádio: Almeidão Árbitro: Thiago Galdino Cavalcanti |  |

| Domingo, 2 de fevereiro | Sousa     | 1 – 0     | Treze | Sousa                                                      |  |
| 17:00                   | Romeu 37' | Relatório |       | Estádio: Marizão Árbitro: Gustavo Estevão de Oliveira Lima |  |

| Domingo, 2 de fevereiro | Nacional de Patos             | 2 – 0     | Sport Lagoa Seca | Patos                                                         |  |
| 17:00                   | Dú 41' · Júnior Mandacaru 55' | Relatório |                  | Estádio: José Cavalcanti Árbitro: José Ferreira de Sousa Neto |  |

| Segunda-feira, 3 de fevereiro | CSP         | 1 – 0     | Perilima | João Pessoa                             |  |
| 20:15                         | Matheus 89' | Relatório |          | Estádio: Almeidão Árbitro: Wagner Reway |  |

| Quarta-feira, 19 de fevereiro | Campinense | 0 – 1     | Botafogo  | Campina Grande                                      |  |
| 20:15                         |            | Relatório | Lohan 14' | Estádio: Amigão Árbitro: Marcelo Aparecido de Souza |  |

| Sábado, 8 de fevereiro | Perilima           | 1 – 0     | São Paulo Crystal | Campina Grande                        |  |
| 16:00                  | Igor Balotelli 41' | Relatório |                   | Estádio: Amigão Árbitro: Wagner Reway |  |

| Domingo, 9 de fevereiro | Sport Lagoa Seca | 1 – 0     | CSP | Campina Grande                                      |  |
| 16:00                   | Rogério Xodó 55' | Relatório |     | Estádio: Amigão Árbitro: Gilberto Pereira de Sobral |  |

| Domingo, 9 de fevereiro | Atlético de Cajazeiras | 1 – 0     | Campinense | Cajazeiras                                           |  |
| 16:00                   | Paulinho 60'           | Relatório |            | Estádio: Perpetão Árbitro: Marcelo Aparecido Ribeiro |  |

| Domingo, 9 de fevereiro | Treze                  | 2 – 0     | Nacional de Patos | Campina Grande                                 |  |
| 16:00                   | Almir 46' · Gilmar 75' | Relatório |                   | Estádio: Presidente Vargas Árbitro: Afro Rocha |  |

| Quarta-feira, 18 de março | Botafogo        | 1 – 1 | Sousa      | João Pessoa                                     |  |
| 20:15                     | Lucas Simon 12' |       | Iarley 59' | Estádio: Almeidão Árbitro: Josimarques Domingos |  |

| Domingo, 16 de fevereiro | Campinense          | 1 – 1 | Treze     | Campina Grande                                                               |  |
| 16:00                    | Rafael Ibiapino 85' |       | Almir 47' | Estádio: Amigão Público: 3,425 Renda: R$ R$ 102,450,00 Árbitro: Wagner Reway |  |

| Domingo, 16 de fevereiro | São Paulo Crystal | 1 – 0 | Sport Lagoa Seca | Cruz do Espírito Santo                                                       |  |
| 16:00                    | Henrique 45'      |       |                  | Estádio: Carneirão Público: 320 Renda: R$ R$ 4,450,00 Árbitro: José Ferreira |  |

| Domingo, 16 de fevereiro | Atlético de Cajazeiras                        | 3 – 1 | Sousa      | Cajazeiras                                                                       |  |
| 17:00                    | Éder Paulista 01' · Paulinho 86' · Yerién 92' |       | Téssio 14' | Estádio: Perpetão Público: 2,569 Renda: R$ R$ 30,710,00 Árbitro: Déborah Cecília |  |

| Domingo, 16 de fevereiro | Nacional de Patos | 1 – 1 | Perilima        | Patos                                                                                   |  |
| 17:00                    | Du 88'            |       | Lucas Silva 30' | Estádio: José Cavalcanti Público: 1,008 Renda: R$ R$ 13,130,00 Árbitro: José Cavalcanti |  |

| Sábado, 22 de fevereiro | CSP         | 1 – 1 | Botafogo         | João Pessoa                                                               |  |
| 16:00                   | Mandaca 95' |       | Mário Sérgio 42' | Estádio: Almeidão Público: 480 Renda: R$ R$ 10,380,00 Árbitro: Afro Rocha |  |

| Domingo, 1 de março | São Paulo Crystal | 1 – 1 | Botafogo         | João Pessoa                                                                  |  |
| 16:00               | Léo Henrique 85'  |       | Luis Gustavo 77' | Estádio: Almeidão Público: 748 Renda: R$ R$ 15,055,00 Árbitro: José Ferreira |  |

| Domingo, 1 de março | Sousa                | 3 – 2 | Perilima                               | Sousa                                                                      |  |
| 17:00               | Dakson 24', 45', 81' |       | Marcelinho Paraíba 83' · Igor Ruan 85' | Estádio: Marizão Público: 305 Renda: R$ R$ 5,070,00 Árbitro: Diego Roberto |  |

| Domingo, 1 de março | Nacional de Patos | 0 – 0 | Atlético de Cajazeiras | Patos                                                                             |  |
| 17:00               |                   |       |                        | Estádio: José Cavalcanti Público: 882 Renda: R$ R$ 9,660,00 Árbitro: Wagner Reway |  |

| Domingo, 1 de março | Sport Lagoa Seca | 0 – 6 | Campinense                                                                       | Campina Grande                                                         |  |
| 16:00               |                  |       | Matheus Camargo 03' · Rafael Ibiapino 16', 41', 61' · Jonny 74' (og) · Jairo 77' | Estádio: Amigão Público: 170 Renda: R$ R$ 3,740,00 Árbitro: Afro Rocha |  |

| Segunda-feira, 2 de março | CSP                   | 2 – 0 | Treze | João Pessoa                                                                              |  |
| 20:15                     | Fábio 48' · Bahia 73' |       |       | Estádio: Almeidão Público: 428 Renda: R$ R$ 10,950,00 Árbitro: Marcelo Aparecido Ribeiro |  |

| Domingo, 15 de março | Botafogo                               | 4 – 1 | Nacional de Patos | Campina Grande                                                                            |  |
| 20:15                | Lohan 03' · Lucas Simon 38', 46' · 89' |       | Rafael Tchuca 15' | Estádio: Presidente Vargas Público: 1,112 Renda: R$ R$ 14,220,00 Árbitro: Déborah Cecília |  |

| Domingo, 8 de março | Treze             | 1 – 0 | São Paulo Crystal | Campina Grande                                                                         |  |
| 16:00               | Breno Calixto 60' |       |                   | Estádio: Presidente Vargas Público: 1,231 Renda: R$ R$ 23,815,00 Árbitro: Wagner Reway |  |

| Domingo, 8 de março | Sousa     | 1 – 0 | Sport Lagoa Seca | Sousa                                                                    |  |
| 17:00               | Romeu 86' |       |                  | Estádio: Marizão Público: 380 Renda: R$ R$ 6,860,00 Árbitro: Tiago Ramos |  |

| Domingo, 8 de março | Atlético de Cajazeiras          | 2 – 0 | CSP | Cajazeiras                                                                  |  |
| 17:00               | Éder Paulista 43' · Costela 66' |       |     | Estádio: Perpetão Público: 707 Renda: R$ R$ 9,700,00 Árbitro: Diego Roberto |  |

| Sábado, 7 de março | Campinense                 | 2 – 1 | Perilima  | Campina Grande                                                             |  |
| 18:30              | Robertinho 35' · Jairo 90' |       | Jairo 80' | Estádio: Amigão Público: 616 Renda: R$ R$ 9,930,00 Árbitro: Thiago Galdino |  |

| Quarta-feira, 18 de março | Sport Lagoa Seca            | 2 – 3 | Nacional de Patos                            | Campina Grande                                                    |  |
| 15:15                     | Weverson 41' · Ânderson 69' |       | Carlão 35' · Manú 75' · Junior Mandacaru 95' | Estádio: Amigão Público: portões fechados Árbitro: Thiago Galdino |  |

| Domingo, 15 de março | Perilima                           | 2 – 1 | CSP           | Campina Grande                                                           |  |
| 16:00                | Mateus Brito 23' · Lucas Silva 25' |       | Natalício 70' | Estádio: Amigão Público: 17 Renda: R$ R$ 250,00 Árbitro: Gustavo Estevão |  |

| Domingo, 15 de março | Atlético de Cajazeiras | 1 – 1 | São Paulo Crystal | Cajazeiras                                                               |  |
| 17:00                | Mendes 44'             |       | Henrique 34'      | Estádio: Perpetão Público: 438 Renda: R$ R$ 6,310,00 Árbitro: Afro Rocha |  |

| Domingo, 15 de março | Treze                         | 2 – 1 | Sousa              | Campina Grande                                                                          |  |
| 16:00                | Jeferson 04' (og) · Tales 67' |       | Cláudio Baiano 16' | Estádio: Presidente Vargas Público: 1,631 Renda: R$ R$ 26,900,00 Árbitro: Diego Roberto |  |

| Quinta-feira, 16 de julho | Botafogo | 0 – 0 | Campinense | João Pessoa                                                       |  |
| 20:15                     |          |       |            | Estádio: Almeidão Público: Portões fechados Árbitro: Wagner Reway |  |

| Sábado, 18 de julho | Nacional de Patos | 0 – 0 | Treze | Patos                                                                                     |  |
| 16:00               |                   |       |       | Estádio: José Cavalcanti Público: Portões fechados Árbitro: PB Josimarques Domingos (FPF) |  |

| Sábado, 18 de julho | São Paulo Crystal                         | 3 – 0 | Perilima | Cruz do Espírito Santo                                                    |  |
| 16:00               | Isaías 10' · Henrique 21' · Biro-Biro 44' |       |          | Estádio: Carneirão Público: Portões fechados Árbitro: PB Afro Rocha (FPF) |  |

| Domingo, 19 de julho | Sousa      | 1 – 1 | Botafogo            | Sousa                                                                     |  |
| 16:00                | Jó Boy 05' |       | Rodrigo Andrade 46' | Estádio: Marizão Público: Portões fechados Árbitro: PB Wagner Reway (FPF) |  |

| Domingo, 19 de julho | Campinense          | 1 – 0 | Atlético de Cajazeiras | Campina Grande                                                            |  |
| 16:00                | Rafael Ibiapino 47' |       |                        | Estádio: Amigão Público: Portões fechados Árbitro: PB Diego Roberto (FPF) |  |

| quarta-feira, 22 de julho | CSP                                                                                        | 7 – 0 | Sport Lagoa Seca | João Pessoa                                                                  |  |
| 20:15                     | Vitor 04' · Darlan 17' · Natalício 32' · Fábio 38' · Emerson 70' · Bruno 77' · Matheus 87' |       |                  | Estádio: Almeidão Público: Portões fechados Árbitro: PB Thiago Galdino (FPF) |  |

| Terça-feira, 28 de julho | Perilima | 0 – 1 | Nacional de Patos | Campina Grande                                                                    |  |
| 20:15                    |          |       | Léo Maceió 60'    | Estádio: Presidente Vargas Público: Portões fechados Árbitro: PB Afro Rocha (FPF) |  |

| Terça-feira, 28 de julho | Sport Lagoa Seca | 0 – 5 | São Paulo Crystal                                        | Patos                                                                                      |  |
| 20:15                    |                  |       | Carioca 19' · Henrique 37', 50' · Leandro 48' · Kiko 90' | Estádio: Estádio José Cavalcanti Público: Portões fechados Árbitro: PB Diego Roberto (FPF) |  |

| Terça-feira, 28 de julho | Botafogo   | 1 – 0 | CSP | João Pessoa                                                                        |  |
| 20:15                    | Kelvin 11' |       |     | Estádio: Almeidão Público: Portões fechados Árbitro: PB Josimarques Domingos (FPF) |  |

| Terça-feira, 28 de julho | Treze             | 1 – 0 | Campinense | Campina Grande                                                                      |  |
| 20:15                    | Nilson Júnior 81' |       |            | Estádio: Presidente Vargas Público: Portões fechados Árbitro: PB Wagner Reway (FPF) |  |

| Terça-feira, 28 de julho | Sousa           | 1 – 1 | Atlético de Cajazeiras | Sousa                                                                                           |  |
| 20:15                    | Wesley 41' (og) |       | Jean 72'               | Estádio: Marizão Público: Portões fechados Árbitro: PB Marcelo Aparecido Ribeiro de Souza (FPF) |  |

## Fase final

### Tabelão até a final
|  | Semifinal   | Semifinal  | Semifinal | Semifinal |   |       | Final | Final | Final | Final |
|  |             |            |           |           |   |       |       |       |       |       |
|  | Treze       | 0          | 2         | 2 (5)     |   |       |       |       |       |       |
|  | Botafogo-PB | 2          | 0         | 2 (4)     |   |       |       |       |       |       |
|  | Botafogo-PB | 2          | 0         | 2 (4)     |   | Treze | 2     | 0     | 2     |       |
|  |             |            |           |           |   | Treze | 2     | 0     | 2     |       |
|  |             | Campinense | 0         | 1         | 1 |       |       |       |       |       |
|  | Campinense  | Campinense | 0         | 1         | 1 | 2     | 0     | 2 (5) |       |       |
|  | Campinense  |            |           |           |   | 2     | 0     | 2 (5) |       |       |
|  | Sousa       | 2          | 0         | 2 (4)     |   |       |       |       |       |       |

As equipes em Itálico detêm os mandos de campos nas partidas de ida.

As equipes em Negrito estão qualificadas para as finais.

### Semifinal

#### Chave 1
| Sexta-feira, 31 de Julho | Botafogo-PB                    | 2 – 0 | Treze | Almeidão, João Pessoa                      |
| 21:30                    | Lohan 3' · Rodrigo Andrade 25' |       |       | Árbitro: RJ Wagner do Nascimento Magalhães |

| Quarta-feira, 5 de Agosto | Treze                  | 2 – 0 | Botafogo-PB | Amigão, Campina Grande         |
| 21:30                     | Fred 17' · Ermínio 82' |       |             | Árbitro: PB Wagner Reway (CBF) |

|                                                              |       | Penalidades                                            |  |
| Breno Calixto Bruno Mota Ermínio Edson Carioca Nilson Júnior | 5 – 4 | Fred Kellyton Everton Heleno Luis Gustavo Mário Sérgio |  |

#### Chave 2
| Sexta-feira, 31 de Julho | Sousa                                 | 2 – 2 | Campinense                                | Marizão, Sousa                               |
| 20:15                    | Jefferson 18' · Esquerdinha 79' (pen) |       | 56' Rafael Ibiapino · 65' Vinicius Araujo | Árbitro: PA Dewson Fernando Freitas da Silva |

| Terça-feira, 4 de Agosto | Campinense | 0 – 0 | Sousa | Amigão, Campina Grande                      |
| 20:15                    |            |       |       | Árbitro: PB Marcelo Aparecido Ribeiro (FPF) |

|                                                         |       | Penalidades                                        |  |
| Bismarck Rômulo Matheus Camargo Juliano Rafael Ibiapino | 5 – 4 | Téssio Rodrigo Poty Júnior Paraíba Rafinha Gledson |  |

### Final
| Quarta-feira, 12 de agosto | Campinense | 0 – 2 | Treze                                  | Amigão, Campina Grande              |
| 15:45                      |            |       | 25' Alexandre Santana · 77' Bruno Mota | Árbitro: RS Anderson Daronco (FIFA) |

| Campinense | Treze |

| Sábado, 15 de agosto | Treze | 0 – 1 | Campinense  | Amigão, Campina Grande                 |
| 16:00                |       |       | 66' Juliano | Árbitro: PB Marcelo Aparecido de Souza |

| Treze | Campinense |

## Premiação
| Campeonato Paraibano de 2020 |
| Campina Grande               |
| ---------------------------- |
| Treze Campeão (16º título)   |

## Classificação final
- OBS: O rebaixamento foi decretado de acordo com a classificação dos clubes nos seus respectivos grupos.

## Técnicos
| Equipe              | Técnico                                                                                                   |
| ------------------- | --- |
| Atlético Cajazeiras | Éderson Araújo (1ª—)                                                                                      |
| Botafogo            | Evaristo Piza (1ª—7ª) Mauro Fernandes (8ª—)                                                               |
| Campinense          | Oliveira Canindé (1ª—7ª) Hélio Cabral (interino) (8ª—9ª) Nei Júnior (10ª) Hélio Cabral (interino) (Final) |
| CSP                 | Josivaldo Alves (1ª—)                                                                                     |
| Nacional            | Rafael Soriano (1ª) Sérgio China (2ª—8ª) Celso Teixeira (9ª—)                                             |
| Perilima            | Arthur Bernardes (1ª—2ª) Dinho (interino) (3ª) Eudes Pedro (4ª—)                                          |
| São Paulo Crystal   | Índio Ferreira (1ª—5ª) Wilton Bezerra (6ª—)                                                               |
| Sousa               | Givanildo Sales (1ª—)                                                                                     |
| Sport               | Jânio Fialho (1ª—2ª) Cézar Wellington (interino) (3ª—)                                                    |
| Treze               | Celso Teixeira (1ª—6ª) Moacir Júnior (7ª—)                                                                |

### Mudança de Técnicos
| Clube             | Antecessor       | Motivo                   | Data            | Última partida                              | Rod | Pos          | Sucessor                    | Ref.          |
| ----------------- | ---------------- | ------------------------ | --------------- | ------------------------------------------- | --- | ------------ | --------------------------- | ------------- |
| Nacional de Patos | Rafael Soriano   | Resignado                | 23 de janeiro   | Atlético Cajazeirense 2-0 Nacional de Patos | 1ª  | 4° (Grupo B) | Sérgio China                | [ 12 ] [ 13 ] |
| Perilima          | Arthur Bernardes | Demitido                 | 27 de janeiro   | Perilima 1-3 Campinense                     | 2ª  | 4° (Grupo A) | Eudes Pedro                 | [ 14 ] [ 15 ] |
| Sport Lagoa Seca  | Jânio Fialho     | Resignado                | 29 de janeiro   | Sport Lagoa Seca 0-1 Sousa                  | 2ª  | 5° (Grupo A) | Cézar Wellington (interino) | [ 16 ]        |
| São Paulo Crystal | Índio Ferreira   | Contratado pelo Doce Mel | 18 de fevereiro | São Paulo Crystal 1-0 Sport Lagoa Seca      | 5ª  | 4° (Grupo B) | Wilton Bezerra              | [ 17 ]        |
| Treze             | Celso Teixeira   | Demitido                 | 03 de Março     | CSP 2-0 Treze                               | 6ª  | 3° (Grupo A) | Moacir Júnior               | [ 18 ] [ 19 ] |
| Botafogo-PB       | Evaristo Piza    | Demitido                 | 14 de março     | Santa Cruz 3-0 Botafogo-PB                  | 8ª  | 3° (Grupo A) | Warley (interino)           | [ 20 ] [ 21 ] |

## Artilharia
| Gols | Jogador                                                               | Time                  |
| ---- | --------------------------------------------------------------------- | --------------------- |
| 9    | Rafael Ibiapino                                                       | Campinense            |
| 6    | Henrique                                                              | São Paulo Crystal     |
| 4    | Éder Paulista                                                         | Atlético Cajazeirense |
| 4    | Lucas Simón                                                           | Botafogo-PB           |
| 3    | Romeu Dakson                                                          | Sousa                 |
| 3    | Matheus                                                               | CSP                   |
| 3    | Júnior Mandacaru                                                      | Nacional de Patos     |
| 3    | Lohan                                                                 | Botafogo-PB           |
| 3    | Igor Ruan                                                             | Perilima              |
| 3    | Paulinho                                                              | Atlético Cajazeirense |
| 2    | Rogério Xodó                                                          | Sport-PB              |
| 2    | Mário Sérgio Luís Gustavo                                             | Botafogo-PB           |
| 2    | Vítor Natalício Fábio                                                 | CSP                   |
| 2    | Du                                                                    | Nacional de Patos     |
| 2    | Lucas Silva                                                           | Perilima              |
| 2    | Rafael Oliveira Almir Breno Calixto                                   | Treze                 |
| 2    | Mateus Camargo Jairo                                                  | Campinense            |
| 2    | Costela                                                               | Atlético Cajazeirense |
| 1    | Lucas Bahia Birungueta Igor Balotelli Marcelinho Paraíba Mateus Brito | Perilima              |
| 1    | Vitão Zé Paulo Robertinho Vinícius Juliano                            | Campinense            |

| Gols | Jogador                                                                  | Time                  |
| ---- | ------------------------------------------------------------------------ | --------------------- |
| 1    | Cássio Pimentinha Rodrigo Andrade Kelvin                                 | Botafogo-PB           |
| 1    | Isaías Biro Biro Carioca Leandro Kiko                                    | São Paulo Crystal     |
| 1    | Yuri Silva Rafael Tchuca Carlão Manu Léo Maceió                          | Nacional de Patos     |
| 1    | Rodrigo Poty Téssio Iarley Cláudio Baiano Jó Boy Jefferson Esquerdinha   | Sousa                 |
| 1    | Caxito Gilmar Tales Nilson Júnior Hermínio Alexandre Santana Bruno Motta | Treze                 |
| 1    | Mandaca Bahia Darlan Emerson Bruno                                       | CSP                   |
| 1    | Wesley Conrado Yerien Mendes Jean                                        | Atlético Cajazeirense |
| 1    | Weverson Anderson                                                        | Sport-PB              |

| Gols-contra | Gols-contra | Gols-contra           | Gols-contra |
| Gols        | Jogador     | Time                  | A favor de  |
| ----------- | ----------- | --------------------- | ----------- |
| 1           | Jonny       | Sport-PB              | Campinense  |
| 1           | Jefferson   | Sousa                 | Treze       |
| 1           | Wesley      | Atlético Cajazeirense | Sousa       |
| 1           | Fred        | Botafogo-PB           | Treze       |